# 510

## Събития
- Вачо (Wacho) е водач (херцог) на лангобардите от 510 до 540 г.